# セディウ県
セディウ県（セディウけん、Département de Sédhiou）は、セネガルセディウ州北部にある県。東はコルダ県、西はジガンショール州ジガンショール県ビニョナ県。セディウ、グドンプ、マルサスムの3市とブンキリング郡、ジャッタクンダ郡、ジェンデ郡、ジバブヤ郡、タナフ郡からなる。県都はセディウ。